# 鹿児島県幼稚園の廃園一覧
鹿児島県幼稚園の廃園一覧（かごしまけんようちえんのはいえんいちらん）は、鹿児島県内の廃園になった幼稚園の一覧。対象となるのは、学制改革（1947年）以降に廃園となった幼稚園、および分園である。園名は廃園当時のもの。廃園時に幼稚園が所在した自治体がその後合併により消滅している場合は、現行の自治体に含める。また現在休園中の県内の幼稚園（分園）も、その多くは実質上、廃園と同じ状態にあるため参考として記載する。
（）内は、廃園になった年（休園の場合は、その措置が取られた年）である。

## 鹿児島市
- 錦江幼稚園
- 洗心幼稚園
- 上荒田幼稚園[1]（廃園時期不詳）
- 一之宮幼稚園[1]（廃園時期不詳）
- 敬友幼稚園[1]（廃園時期不詳）
- 真砂幼稚園[1]（廃園時期不詳）
- くるみ幼稚園[1]（廃園時期不詳）
- ザビエル幼稚園（1987年）
- むらさき幼稚園（2012年）
- 可愛幼稚園〈旧〉（2012年かわい認定こども園可愛幼稚園〈新〉へ移行）[2]
- 千年幼稚園〈旧〉（2015年幼保連携型認定こども園千年幼稚園〈新〉へ移行）[3]
- 草牟田幼稚園〈旧〉（2015年幼保連携型認定こども園草牟田幼稚園〈新〉へ移行）[4]
- 伊敷幼稚園〈旧〉（2015年幼保連携型認定こども園伊敷幼稚園〈新〉へ移行）[5]
- 武岡むらさき幼稚園（2015年ヴェリタスこども園へ移行）[6]
- めぐみ幼稚園〈旧〉（2015年幼保連携型認定こども園めぐみ幼稚園〈新〉へ移行）[7]
- 鴨池幼稚園〈旧〉（2015年幼保連携型認定こども園鴨池幼稚園〈新〉へ移行）[8]
- やはた幼稚園〈旧〉（2015年幼保連携型認定こども園やはた幼稚園〈新〉へ移行）[9]
- 紫原幼稚園〈旧〉（2015年幼保連携型認定こども園紫原幼稚園〈新〉へ移行）[10]
- 吉田南幼稚園〈旧〉（2015年幼保連携型認定こども園吉田南幼稚園〈新〉へ移行）[11]
- よしだルンビニー幼稚園〈旧〉（2015年幼保連携型認定こども園よしだルンビニー幼稚園〈新〉へ移行）[12]
- いにしき幼稚園〈旧〉（2015年幼稚園型認定こども園いにしき幼稚園〈新〉へ移行）[13]
- アソカ幼稚園〈旧〉（2015年幼稚園型認定こども園アソカ幼稚園〈新〉へ移行）[14]
- うちの幼稚園〈旧〉（2016年幼保連携型認定こども園うちの幼稚園〈新〉へ移行）[15]
- 武岡幼稚園〈旧〉（2016年幼保連携型認定こども園武岡幼稚園〈新〉へ移行）[16]
- 辻ヶ丘幼稚園〈旧〉（2016年[17]幼保連携型認定こども園辻ヶ丘幼稚園[18]〈新〉へ移行）
- さかもと幼稚園〈旧〉（2016年[17]認定こども園さかもと幼稚園[19]〈新〉へ移行）
- 鹿児島小鳩幼稚園（2016年[17]こばと・ゆなの木こども園[20]へ移行）
- 鹿児島おおとり幼稚園〈旧〉（2016年[17]認定こども園鹿児島おおとり幼稚園[21]〈新〉へ移行）
- 大谷幼稚園〈旧〉（2016年幼稚園型認定こども園大谷幼稚園〈新〉へ移行）[22]
- たにやま幼稚園〈旧〉（2016年幼稚園型認定こども園たにやま幼稚園〈新〉へ移行）[23]
- 喜入幼稚園〈旧〉（2016年幼稚園型認定こども園喜入幼稚園〈新〉へ移行）[24]
- 錦ヶ丘幼稚園（2020年幼保連携型認定こども園錦ヶ丘へ移行）[25]
- 幼稚園型認定こども園錦城幼稚園〈旧〉（2021年幼保連携型認定こども園錦城幼稚園〈新〉へ移行）[26]
- 幼稚園型認定こども園こまつばら幼稚園〈旧〉（2021年幼保連携型認定こども園こまつばら幼稚園[27]〈新〉へ移行）
- 幼稚園型認定こども園東俣幼稚園（2023年幼稚園型認定こども園恵光東俣幼稚園へ統合）[28]

## 鹿屋市
- いずみ幼稚園〈旧〉（2015年幼保連携型認定こども園いずみ幼稚園〈新〉へ移行）[29]

## 枕崎市
- 枕崎カトリック幼稚園（2011年）[30]
- 招魂塚幼稚園（2015年）[31]

## 阿久根市
- 阿久根めぐみ幼稚園（2007年幼保連携型認定こども園阿久根めぐみ幼稚園となり、2015年認定こども園阿久根めぐみこども園へ移行）[32]
- 阿久根幼稚園（2015年幼保連携型認定こども園あくね園へ移行）[33]

## 指宿市
- コスモス幼稚園〈旧〉（2015年幼保連携型認定こども園コスモス幼稚園〈新〉へ移行）[34]
- 指宿市立山川幼稚園（2020年）[35]

## 西之表市
- 国上幼稚園（1972年西之表市立国上保育園、2012年社会福祉法人国上会国上みさき保育園を経て、2022年くにがみこども園へ移行）[36]

## 垂水市
- 慈恩幼稚園

## 薩摩川内市
- 薩摩川内市立吉川幼稚園[1]（休園開始時期不詳）
- 薩摩川内市立祁答院幼稚園（休園開始時期不詳[37]、2023年廃園[38]）
- 薩摩川内市立樋脇幼稚園（2009年薩摩川内市立ひわき幼稚園新設のため廃園）[39]
- 薩摩川内市立市比野幼稚園（同上）[39]
- 薩摩川内市立長浜幼稚園（2009年薩摩川内市立かのこ幼稚園新設のため廃園）[39]
- 薩摩川内市立青瀬幼稚園（同上）[39]
- 薩摩川内市立鹿島幼稚園（同上）[39]
- 薩摩川内市立入来幼稚園（2009年いりき幼稚園新設のため廃園）[39]
- 薩摩川内市立副田幼稚園（同上）[39]
- 薩摩川内市立朝陽幼稚園（同上）[39]
- 薩摩川内市立大馬越幼稚園（同上）[39]
- 薩摩川内市立いりき幼稚園（休園開始時期不詳[37]、2023年廃園[38]）
- 薩摩川内市立陽成幼稚園（2010年高城中央幼稚園新設のため廃園）[39]
- 薩摩川内市立湯田幼稚園（同上）[39]
- 薩摩川内市立寄田幼稚園（2010年薩摩川内市立亀山幼稚園へ統合）[40]
- 川内幼稚園（2014年認定こども園せんだい幼稚園へ移行）[41]
- 薩摩川内市立手打幼稚園（2015年）[42]
- 青山幼稚園〈旧〉（2015年幼保連携型認定こども園青山幼稚園〈新〉へ移行）[43]
- 鹿児島純心女子大学附属純心幼稚園〈旧〉（2016年幼保連携型認定こども園鹿児島純心女子大学附属純心幼稚園〈新〉へ移行）[44]
- 薩摩川内市立高城中央幼稚園（2020年）[42]
- 薩摩川内市立八幡幼稚園（2020年休園[45]、2023年廃園[38]）

## 日置市
- 日置市立伊集院北幼稚園（2011年）[42]
- 伊集院幼稚園〈旧〉（2018年幼保連携型認定こども園伊集院幼稚園〈新〉へ移行）[46]
- 日置市立日吉小学校附属幼稚園（2021年）[42]
- 日置市立飯牟礼幼稚園（2024年）[47]
- 日置市立土橋幼稚園（2024年）[47]

## 曽於市
- しゃら幼稚園（2015年しゃらこども園へ移行）[48]

## 霧島市
- 霧島市立福山幼稚園（2015年）[42]
- あおば幼稚園〈旧〉（2015年幼保連携型認定こども園あおば幼稚園〈新〉へ移行）[49]
- カトリック国分幼稚園〈旧〉（2015年認定こども園カトリック国分幼稚園〈新〉へ移行）[50]
- 日当山幼稚園（2015年日当山保育園と統合し日当山総合こども園へ）[51]
- 霧島市立三体幼稚園（2021年）[42]
- 霧島市立牧之原幼稚園（2024年）[47]

## いちき串木野市
- しらさぎ幼稚園[1]（休園開始時期不詳）
- いちき串木野市立旭幼稚園（2022年）[52]
- 串木野幼稚園（2016年願船寺保育園と統合しくしきの森のこども園へ）[53]
- 神村学園附属幼稚園〈旧〉（2016年幼保連携型認定こども園神村学園附属幼稚園〈新〉へ移行）[54]

## 南さつま市
- 南さつま市立坊泊幼稚園（2009年南さつま市立坊泊保育所〈2014年廃止〉[55]へ統合）
- 南さつま市立加世田幼稚園（2013年）[42]
- 加世田聖母幼稚園〈旧〉（2016年幼稚園型認定こども園加世田聖母幼稚園となり、2019年幼保連携型認定こども園加世田聖母幼稚園〈新〉へ移行）[56]

## 志布志市
- しぶし幼稚園〈旧〉（2015年幼保連携型認定こども園しぶし幼稚園〈新〉へ移行）[57]
- 志布志市立山重幼稚園（2020年）[58]

## 奄美市
- 奄美市立奄美小学校附属幼稚園（2023年12月27日）[47]
- 奄美市立伊津部小学校附属幼稚園（2023年12月27日）[47]
- 奄美市立笠利小学校附属幼稚園（2023年12月27日）[47]

## 南九州市
- 南九州市立浮辺幼稚園[1]（廃園時期不詳）
- 南九州市立松山幼稚園[1]（廃園時期不詳）

## 姶良市
- エミール幼稚園（2015年エミールこども園へ移行）[59]
- 双葉幼稚園〈旧〉（2015年幼保連携型認定こども園双葉幼稚園〈新〉へ移行）[60]

## 薩摩郡

### さつま町
- さつま町立鶴田幼稚園（休園開始時期不詳[37]、2022年廃園[61]）
- さつま町立さつま幼稚園（2018年）[42]

## 出水郡
- 長島町立城川内幼稚園（2013年）[42]

## 姶良郡
- 湧水町立栗野幼稚園（2018年）[42]

## 肝属郡
- 東串良町立柏原幼稚園（2019年）[42]
- 大根占幼稚園〈旧〉（2016年認定こども園大根占幼稚園〈新〉へ移行）[62]
- 南大隅町立よこべっぷ幼稚園（2013年）[42]
- 南大隅町立ねじめ幼稚園（2022年）[42]

## 大島郡

### 瀬戸内町
- 古仁屋信愛幼稚園（2023年瀬戸内町立ひかり幼稚園へ移管）[63]

### 龍郷町
- 龍郷町立赤徳小学校付属幼稚園（2018年）[42]

### 喜界町
- 喜界町立湾幼稚園（2012年喜界町立あゆみ幼稚園と喜界町立のぞみ幼稚園へ再編）[42]
- 喜界町立上嘉鉄幼稚園（同上）[42]
- 喜界町立坂嶺幼稚園（同上）[42]
- 喜界町立荒木幼稚園（同上）[42]
- 喜界町立滝川幼稚園（同上）[42]
- 喜界町立早町幼稚園（同上）[42]
- 喜界町立志戸桶幼稚園（同上）[42]
- 喜界町立小野津幼稚園（同上）[42]
- 喜界町立阿伝幼稚園（同上）[42]

### 徳之島町
- 徳之島町立神之嶺幼稚園（2013年9月20日）[42]

### 伊仙町
- 伊仙町立喜念小学校附属幼稚園（2024年）[47]

### 和泊町
- 和泊町立内城幼稚園（1978年内城保育園へ転換[64]→2015年和泊町立内城こども園へ移行）[65]
- 和泊町立大城幼稚園（2015年和泊町立大城こども園へ移行）[66]
- 和泊町立国頭幼稚園（2015年和泊町立国頭こども園へ移行）[67]

### 知名町
- 知名町立田皆幼稚園（2013年田皆保育所と統合し認定こども園きらきらへ）[68]
- 知名町立住吉幼稚園（2016年認定こども園きらきらへ統合）[68]
- 知名町立上城幼稚園（同上）[68]
- 知名町立知名幼稚園（2017年知名保育所および下平川保育所と統合し認定こども園すまいるへ）[68]
- 知名町立下平川幼稚園（2017年）[42]